# Abdul Hamid (politician)
Această pagină se referă la un om politic din Bangladesh. Pentru alte persoane cu nume similar, vedeți: Abdul Hamid.
Abdul Hamid (în bengaleză মোঃ আবদুল হামিদ; pronunție bengaleză:  audio; n. 1 ianuarie 1944, Dacca, India Britanică) este un om politic din Bangladesh și actualmente președintele acestui stat, funcție deținută din 20 martie 2013, aflându-se la al doilea mandat.
Pentru participarea la războiul de independență de sub tutela Pakistanului din 1971, a fost decorat în 2013 cu Medalia Ziua Independenței.